# جولي بينيت
جولي بينيت (بالإنجليزية: Julie Bennett)‏ هي كاتبة سيناريو وممثلة أمريكية، ولدت في 24 يناير 1943 ببيفرلي هيلز في الولايات المتحدة.

## وصلات خارجية
- جولي بينيت على موقع IMDb (الإنجليزية)
- جولي بينيت على موقع ألو سيني (الفرنسية)
- جولي بينيت على موقع أول موفي (الإنجليزية)
- جولي بينيت على موقع قاعدة بيانات الأفلام السويدية (السويدية)
- جولي بينيت على موقع قاعدة بيانات الفيلم (الإنجليزية)
- جولي بينيت على موقع كينوبويسك (الروسية)